# Bukkake

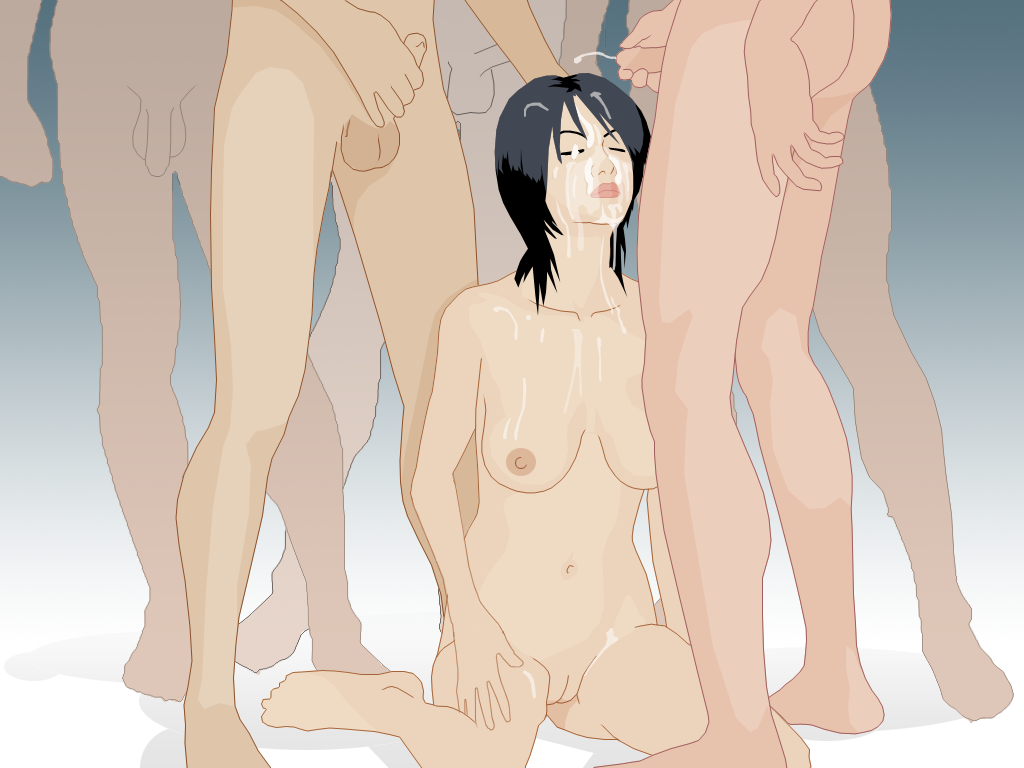
Rappresentazione grafica di un bukkake

Il bukkake (ぶっかけ?), dal giapponese bukkakeru (打っ掛ける? lett. bagnare, colare), è una pratica di sesso di gruppo in cui più uomini eiaculano a turno o insieme su una persona, spesso inginocchiata; talvolta può coincidere con l'ingestione di sperma. Questa pratica è prevalentemente in uso in certi generi di nicchia della cinematografia pornografica e talvolta in queste scene sono coinvolti decine di partecipanti di sesso maschile.

## Etimologia
Il sostantivo bukkake deriva dal verbo bukkakeru (打っ掛ける), composto di butsu (ぶつ) e kakeru (掛ける), rispettivamente colpire e versare, da cui il significato di spruzzare, versare con forza.
In lingua giapponese il termine viene utilizzato anche per indicare una pietanza servita con la sola aggiunta di brodo caldo. In particolare fa riferimento a un modo particolare di servire la soba (in tal caso si parla di bukkake soba o kake soba).

## Storia
Il bukkake fu presentato per la prima volta in un film porno a metà del 1980 in Giappone. Uno fra i maggiori fattori della diffusione di questa pratica in forma pornografica è stata la censura obbligatoria dei genitali in Giappone: infatti i genitali devono essere accuratamente mascherati tramite la copertura o la deformazione dei pixel. Uno dei maggiori effetti di questa norma è che in Giappone la pornografia concentra maggiormente l'attenzione sul viso e sul corpo delle attrici, molto più che sui loro genitali. Tuttavia lo sperma non è oggetto di censura, per cui lo si è utilizzato come espressione di eventuali situazioni pornografiche.
Nella pornografia giapponese il primo film conosciuto in cui sono presenti scene di bukkake è stato Mascot Note (マスカットノート), nel cui cast è annoverata Aiko Matsuoka, realizzato nel dicembre 1986. Prima di questo film si parlava semplicemente di gansha (顔射, eiaculazione facciale). Comunque si deve la popolarità del bukkake al regista Kazuhiko Matsumoto nel 1998.
La pratica è poi passata dal Giappone agli Stati Uniti d'America e da qui all'Europa dopo che alcuni produttori pornografici statunitensi scoprirono dei filmati giapponesi di bukkake sul finire degli anni novanta. Per i produttori pornografici occidentali il vantaggio di produrre film con bukkake consiste nel fatto che è necessario pagare soltanto un'attrice professionista: gli altri attori di sesso maschile generalmente sono dei partecipanti amatoriali per cui i loro compensi hanno un costo decisamente minore.
La pratica si è poi diffusa anche nella pornografia omosessuale: analogamente al bukkake che coinvolge una donna e un gruppo di uomini, in un bukkake omosessuale numerosi uomini eiaculano su un unico uomo. Anche la pornografia lesbica ha il proprio bukkake: in questo caso le attrici orinano in successione su un'unica ragazza.
Il bukkake è meno popolare di altri generi pornografici di nicchia, forse perché nella pornografia l'atto di eiaculare in viso alla o al partner è il momento culmine della scena, piuttosto che l'evento "principale".